# DUFF
DUFF（ダフ）とは、京都府在住のダンス・ポップ・ミクスチャーバンドである。

## メンバー

### 現メンバー
Masaya（Vocal）
本名：横井 正哉（よこい まさや）　誕生日：1986年6月4日　血液型：AB型
Nakamura（Vocal）
本名：中村 直量（なかむら なおかず）　誕生日：1981年2月17日　血液型：AB型
りゅうじ（Bass）
本名：石丸 哲也  （いしまる てつや）　誕生日：1996年1月31日　血液型：B型
2017年8月11日正式加入。
Shingo（Drums）
本名：村山 慎吾（むらやま しんご）　誕生日：1979年6月8日　血液型：B型

### 旧メンバー
DJ M$X (DJ)
2011年2月17日脱退。
Ayaki（Bass）
本名：綾木 研二（あやき けんじ）　誕生日：1979年10月3日　血液型：O型
2015年1月12日脱退。
P-kun（Guitar）
本名：山本 博之（やまもと ひろゆき）　誕生日：1982年10月24日　血液型：AB型
2015年5月1日脱退。
RON（Guitar）
誕生日：6月25日　血液型：B型
2017年8月11日正式加入。
2019年2月29日脱退。

## 来歴
2006年
- 3月結成。
- 5月、VOXHALLにて1stライブ。
- 7月、2曲入DEMO音源が完成。完全自主制作にて配布開始。手売りで500枚以上を完売させる。
- 12月、4曲入MINI ALBUM『Welcome to "D" World』リリース。半年間・ライブ会場での手売り限定にもかかわらず、400枚以上を販売。

2007年
- 5月、4曲入MINI ALBUM『GROOVIN PLANET』リリース。発売日に60枚即完売。
- 8月、共催 イベント『COSMIC MONSTER Vol.1』を開催。
- 11月、3曲入 シングル『HOME / Rainbow』リリース。現在までの売り上げは700枚以上。

2008年
- 1月、共催 イベント『COSMIC MONSTER Vol.2』を開催。
- 3月、自主 イベント『TRIBERZ NIGHT Vol.1』開催。 この日に同時に ミニアルバム『さくら』リリース。初回限定版100枚を即日完売。
- 地元新聞3社に特集記事が掲載。

モバゲーにて楽曲『さくら』がランキング1位を獲得。10万ストリーミング。（『しるし』も2位にランキング）
- 5月、共催 イベント『COSMIC MONSTER Vol.3』を開催。
- 12月、モバゲー にて、『snow drop』が楽曲ランキング1位獲得。
- KYOTO MUSEにて初のワンマンLIVE開催。チケットをソールドアウトさせる。

2009年
- 3月、BACK-ON TOUR"YES"（東京、大阪、名古屋）に参戦。
- 6月、ASIAN2、BACK-ONと共に「勝手にcutting祭り Vol.1」(Shibuya O-West)開催。
- 7月、10-FEET主催の大型野外フェス「京都大作戦2009」に出演。
- 8月、「a-nation'09」に出演。
- 9月9日、『SAMURAIGROOVE』で、avex内レーベルcutting edgeより正体不明のバンドとしてメジャーデビュー。
- 12月9日、2nd single『めぐり愛』発売

日本テレビ系「音楽戦士 MUSIC FIGHTER」POWER PLAY
2010年
- 3月3日、3rd single『さくら』発売
- 「SHIBUYA teen's kurucore RANKING」にて1位。

2011年
- 2月17日、DJ M$X脱退。
- 12月14日、4th single『ひとりじゃない』発売

TBS系「スーパーサッカー」10・11月度 エンディング・テーマ）
三菱・デリカD:5CMタイアップソング
2011年上半期 USEN J-POPリクエストランキング で4位、年間リクエストランキングで7位。
2014年よりプロ野球・横浜DeNAベイスターズの関根大気が打席に入る際の登場曲に使用。
2012年
- 3月21日、5th single『君に贈る詩』発売

毎日放送「みんなの甲子園」テーマ・ソングに2年連続で使用される。
ボーナストラックには、「ひとりじゃない」の別ヴァージョン、「ひとりじゃない 〜繋がる想い〜 present for 常盤木学園高等学校」を収録。INAC神戸レオネッサに入団した京川舞、仲田歩夢もコーラスで参加。MVは常盤木学園高等学校サッカー部の学園生活を追ったドキュメンタリー式。
- 9月9日、デビュー3周年、avex 内ロックレーベル binyl records に移籍。同時に正体を解禁。

2013年
- 4月10日、1st Full Album『MASTER PEACE』発売

過去のMV収録のDVD付きも同時発売
収録曲の『願い』のMVにはカラテカの矢部太郎が出演。
2014年
- 1月、『KANSAIジャイアント』をOUTER-TRIBE、THE Hitch Lowkeと共に発足。
- 9月、コミュニティラジオFMうじにてシンガーソングライターVOGと共に『DUFFとVOGのラジオ学園』開始。

2015年
- 1月12日、Ayakiが脱退[2]。
- 5月1日、P-kunが脱退

2017年
- 8月11日 主催イベント DUFF x Validelight x アメリカ村DROP presents. TRIBERZ NIGHT!!!内にて兼ねてよりサポートとしてステージに立っていた、RON(Guitar)と、りゅうじ(Bass)が正式メンバーとして活動していく事が発表された[3]。

2019年
- 2月29日、RONが脱退。

2020年
- 12月31日をもって活動休止。

2021年
- 1月、メンバーのShingoとNakamuraによる新しいプロジェクトUnpRayable（アンプレイヤブル）が始動。

## ディスコグラフィ

### シングル
|     | 発売日         | タイトル       | 規格品番   | 収録曲 |
| --- | -------------- | -------------- | ---------- | --- |
| 1st | 2009年9月9日   | SAMURAI GROOVE | CTCR-40297 | 01.SAMURAI GROOVE 02.それだけで 03.SAMURAI GROOVE ‐digisoul mix‐ 04.SAMURAI GROOVE (Instrumental) 05.それだけで (Instrumental)                                                  |
| 2nd | 2009年12月9日  | めぐり愛       | CTCR-40302 | 01.めぐり愛 02.DAYDREAM 03.めぐり愛 -DJ M$X MIX- 04.めぐり愛 (Instrumental) 05.DAYDREAM (Instrumental)                                                                          |
| 3rd | 2010年3月3日   | さくら         | CTCR-40307 | 01.さくら 02.恋する気持ち 03.さくら (Strings Version) 04.さくら (Instrumental) 05.恋する気持ち (Instrumental)                                                                   |
| 4th | 2011年12月14日 | ひとりじゃない | CTCR-40340 | 01.ひとりじゃない 02.evergreen 03.ひとりじゃない (Strings Version) 04.ひとりじゃない (Instrumental) 05.evergreen (Instrumental)                                                 |
| 5th | 2012年3月21日  | 君に贈る詩     | CTCR-40341 | 01.君に贈る詩 02.Byakuya 03.君に贈る詩 (Strings Version) 04.君に贈る詩 (Instrumental) 05.Byakuya (Instrumental) 06.ひとりじゃない ～繋がる想い～ present for 常盤木学園高等学校 |

### アルバム
|     | 発売日        | タイトル                        | 規格品番   | 収録曲 |
| --- | ------------- | ------------------------------- | ---------- | --- |
| 1st | 2013年4月10日 | MASTER PEACE ＜AL＋DVD＞ ＜AL＞ | AVCH-78033 | 01.願い 02.SAMURAI GROOVE 03.さくら 04.Boyz & Girls 05.君に贈る詩 06.5〜O.K.D〜 07.君の描いた夢の花 08.Change my Life 09.めぐり愛 10.YEAH YEAH YEAH 11.ぶっとばせ!!! 12.evergreen 13.終わらない夢 14.ひとりじゃない 15.ありがとう 《DVD収録MV》 01.SAMURAI GROOVE 02.めぐり愛 03.さくら 04.ひとりじゃない〜繋がる想い〜present for 常盤木学園高等学校 05.君に贈る詩 |
| 1st | 2013年4月10日 | MASTER PEACE ＜AL＋DVD＞ ＜AL＞ | AVCH-78034 | 01.願い 02.SAMURAI GROOVE 03.さくら 04.Boyz & Girls 05.君に贈る詩 06.5〜O.K.D〜 07.君の描いた夢の花 08.Change my Life 09.めぐり愛 10.YEAH YEAH YEAH 11.ぶっとばせ!!! 12.evergreen 13.終わらない夢 14.ひとりじゃない 15.ありがとう |

### 楽曲提供
BABYGAMBA
ええじゃないか（作詞・作曲）
ukka（桜エビ〜ず）
せつないや（作曲・共編曲）
WINGS（作詞：DUFF・UnpRayable・オーノカズナリ、作曲：DUFF・UnpRayable）